# Рожь (род)
Рожь (лат. Secále) — род травянистых цветковых растений семейства Злаки (Poaceae); входит в трибу Пшеницевые (Triticeae) подсемейства Мятликовые (Pooideae). Около десяти видов, распространённых в Средиземноморье, а также в Южной Африке.
Наиболее известный вид — Рожь посевная (Secale cereale), одна из важнейших зерновых культур, культивируется в обоих полушариях в субтропических и умеренно тёплых регионах. Под словом «рожь» обычно понимаются плоды или сами растения именно этого вида. В Средней России встречается Рожь лесная (Secale sylvestre) — однолетнее дикорастущее растение.

## Биологическое описание
Представители рода — однолетние и многолетние травянистые растения.
Колоски одиночные, сидячие, состоят из двух плодущих цветков и рудемента третьего верхнего цветка. Колоски собраны в сложные соцветия — колосья.

## Виды

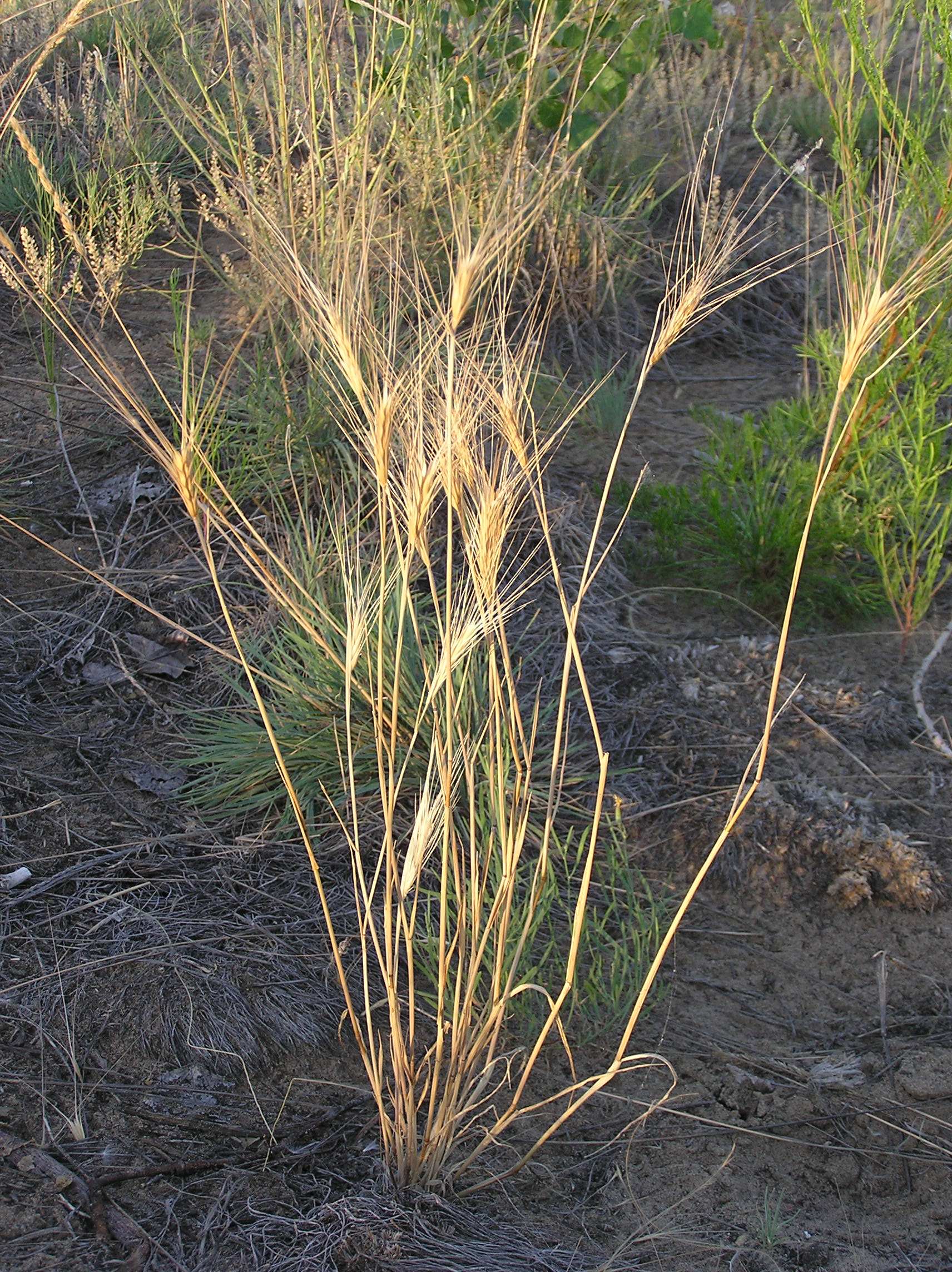
Рожь лесная (Secale sylvestre). Россия, окрестности Саратова

По информации базы данных The Plant List, род состоит из 9 видов, включая один гибридный:
- Secale africanum Stapf — Рожь африканская. Вид из Южной Африки.
- Secale anatolicum Boiss. — Рожь анатолийская
- Secale cereale L. typus[4] — Рожь, или Рожь посевная, или Рожь культурная. Важная сельскохозяйственная культура.
- Secale ciliatiglume (Boiss.) Grossh.
- Secale ×derzhavinii Tzvelev [= Secale montanum × Secale cereale] — Рожь Державина
- Secale montanum Guss. — Рожь горная
- Secale segetale (Zhuk.) Roshev.
- Secale sylvestre Host — Рожь лесная, или Рожь дикая. Однолетнее растение, распространённое в Европе, в Малой Азии, на юге Западной Сибири, в Средней Азии.
- Secale vavilovii Grossh. — Рожь Вавилова. Однолетнее растение из Турции, Армении и Ирана.